# 혼도시
혼도시(일본어: 本渡市, ほんどし)는 일본 구마모토현에 있었던 시이다.
합병에 의한 폐지 전에는 아마쿠사 지방의 시정촌에서 가장 큰 인구를 가지고  있었으며 아마쿠사 아시키타 지방의 행정, 상업, 교통 중심지였다. 2000년 3월 1일에는 아마쿠사 최초의 공항인 아마쿠사 비행장이 개항하여 수송의 편리성이 더욱 강화되었다.
2006년 3월 27일에는 우시부카시, 아마쿠사군 8정과 신설 합병하여 아마쿠사시가 탄생하였다.

## 지리
아마쿠사 시모섬의 중앙 동쪽 및 아마쿠사 카미섬에 위치했었다.

## 연혁
- 1889년 4월 1일 - 정촌제 시행과 함께 아마쿠사군 마치야마구치촌, 혼도촌, 시카키촌, 시모우라촌, 하지우토촌, 혼촌, 가메바촌, 사이쓰촌, 구스우라촌, 미야지다케촌이 성립하였다.
- 1898년 12월 1일 - 마치야마구치촌이 정으로 승격해 혼도정이 되었다.
- 1935년 4월 1일 - 혼도촌이 혼도정에 편입하였다.
- 1954년 4월 1일 - 혼도정, 시카키촌, 시모우라촌, 하지우토촌, 혼촌, 가메바촌, 사이쓰촌, 구스우라촌이 합병해 혼도시가 되었다.
- 1957년 3월 31일 - 미야지다케촌을 편입하였다.
- 2006년 3월 27일 - 우시부카시, 아리아케정, 고쇼우라정, 구라타케정, 스모토정, 신와정, 이즈와정, 아마쿠사정, 가와우라정과 합병해 아마쿠사시가 되었다.

## 교통

### 공항
- 아마쿠사 비행장

### 도로
- 국도 266호선
- 국도 324호선

## 참고 문헌
- 角川日本地名大辞典編纂委員会, 『角川日本地名大辞典 43 熊本県』1987, 角川書店